# Gare de Vapnyarka
La gare de Vapnyarka (ukrainien : Вапнярка (станція)) est une nœud ferroviaire située dans le raïon de Toultchyn en Ukraine.

## Situation ferroviaire
La gare se situe à l'intersection des lignes ferroviaires : Odessa — Roudnytsia — Vapnyarka — Jmerynka et Vapnyarka - Khrystynivka.

## Histoire
La gare est construite en 1870 à la suite de la création de la ligne Jmerynka à Balta. En 1899 le tronçon Vapnyarka à Khrystynivka ouvrait.

### Accueil

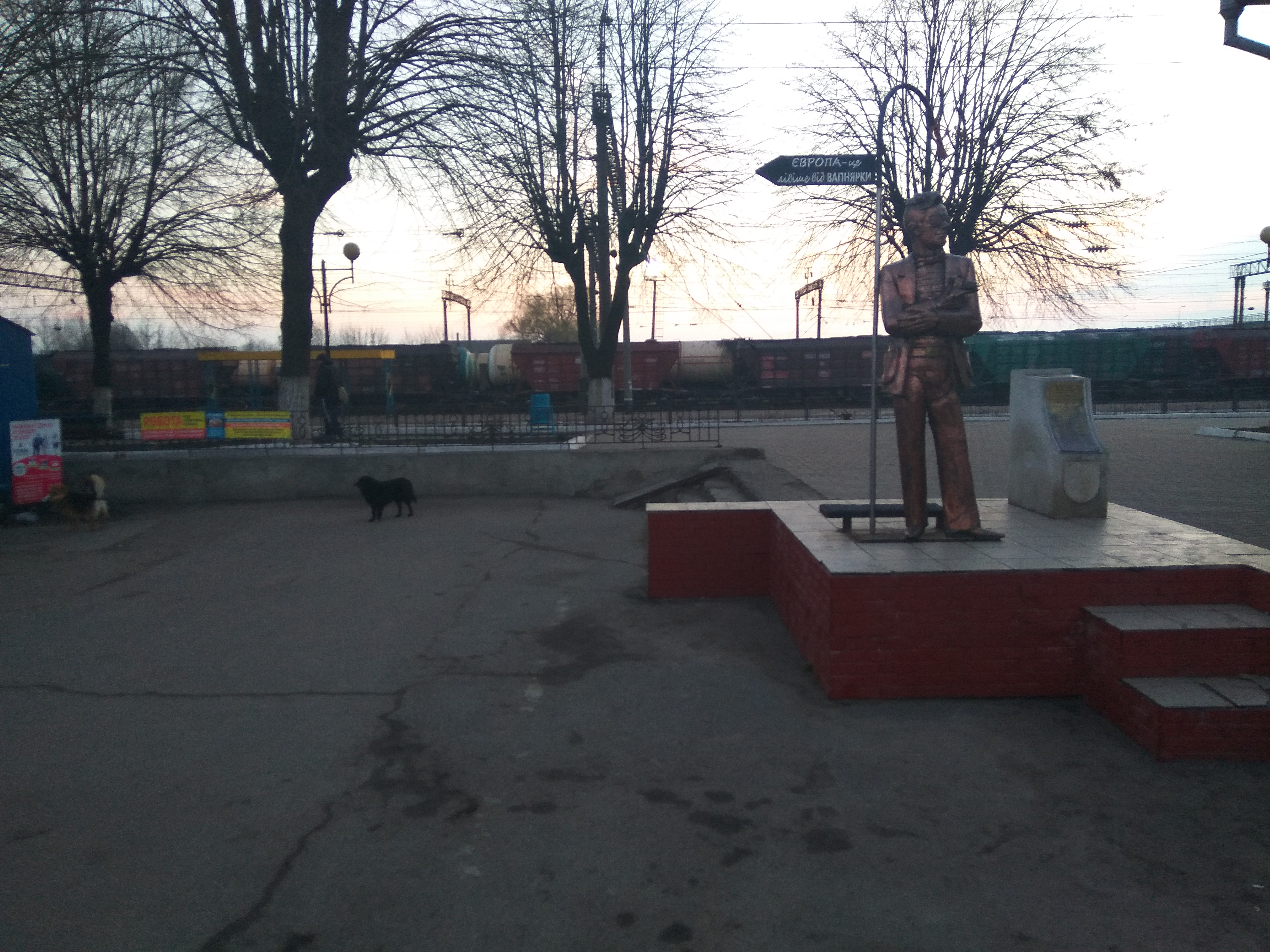
Monument à Yevgraf Sidalkovsky.